# 2016 au Mexique
Cet article traite des événements qui se sont produits durant l'année 2016 au Mexique.

## Événements

### Janvier 2016
- 2 janvier : Gisela Mota Ocampo est tuée au lendemain de son élection en tant que mairesse de Temixco.
- 8 janvier : la police mexicaine arrête Joaquín Guzmán, chef du Cartel de Sinaloa, qui était en cavale depuis qu'il s'est échappé de prison pour la seconde fois.

### Avril 2016
- 20 avril : au moins 24 personnes ont été tuées et 136 blessées lors d'une explosion à l'usine pétrochimique Clorados 3 de Petroquimica Mexicana de Vinilo opérée par Mexichem sous un accord avec Pemex. Pemex avait eu un incendie à la même installation en février 2016 qui tua une personne.

## Décès notoires
- 2 janvier : Gisela Mota Ocampo, une politicienne
- 28 août : Juan Gabriel, un chanteur auteur-interprète et acteur de cinéma